# جورج ريتشاردسون (لاعب كرة قدم بريطاني)
جورج ريتشاردسون (بالإنجليزية: George Richardson)‏ (1901 في المملكة المتحدة - ) هو لاعب كرة قدم بريطاني في مركز نصف الجناح. لعب مع ديربي كاونتي ونادي بيرنلي ونادي هارتلبول يونايتد ونيوبورت كونتي ونادي ألدرشوت.